# Kavarna
Kavarna (bulgariska: Каварна) är en ort i Bulgarien.   Den ligger i kommunen Obsjtina Kavarna och regionen Dobritj, i den östra delen av landet, 400 km öster om huvudstaden Sofia. Kavarna ligger 130 meter över havet och antalet invånare är 11 205.
Terrängen runt Kavarna är platt. Havet är nära Kavarna söderut. Närmaste större samhälle är Baltjik, 13,6 km väster om Kavarna.